# Michael Franz Joseph von Sapieha

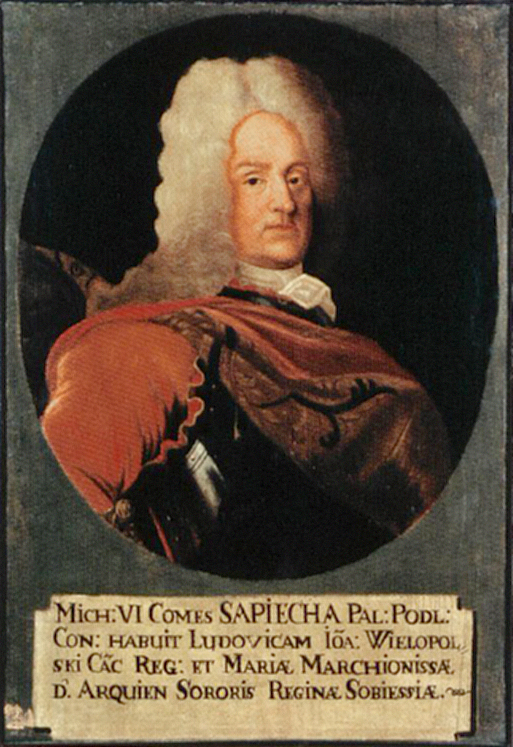
Michael Franz Joseph von Sapieha (1670–1738)

Michael Franz Joseph Graf von Sapieha (* 1670; † 6. März 1738 in Châlons-en-Champagne) war ein königlich polnischer Senator, polnisch-sächsischer General der Kavallerie und Ritter des Weißen Adlerordens.

## Herkunft
Seine Eltern waren der litauische Großschatzmeister Benedikt von Sapieha (1655–1707) und dessen Ehefrau, die Fürstin Isabella Tarlowna († nach 1704).

## Leben
Nach Studium und Kavalierstour diente Sapieha in litauischen Diensten von Großfürstentum Litauen. Während der Unruhen in Polen stand er zunächst auf der Seite von Stanislaus. Er gehörte aber zu den ersten, die sich 1709 auf die Seite von August II. stellten. Dieser ernannte ihn zum Feldschreiber der Litauischen Armee und zum polnisch-sächsischen Generalmajor. Außerdem wurde er Kommandeur einer Brigade der Leibgarde zu Pferd. 1714 wurde Sapieha zum Generalleutnant der Kavallerie ernannt und als solcher vertrat er im Januar 1716 die sächsischen Hilfstruppen bei der polnischen Armee im Vertrag von Rava.
1722 erhielt er ein Dragonerregiment in Litauen. Im Jahr 1726 wurde er General der Kavallerie und mit dem Weißen Adlerorden ausgezeichnet. 1728 erhielt er als Nachfolger des Feldmarschalls Rzewusky die Woiwodschaft Podlachien. Als König August 1733 starb, galt Sapieha als einer der möglichen Nachfolger, was er aber ablehnte. Er unterstützte August III. und war auch Teil der Delegation, die den König in Tarnowitz empfing. Sapieha war bereits kränklich und gab 1735 sein Dragonerregiment ab. 1737 ging er von Dresden nach Montpellier, um sich in den Bädern zu erholen. Er starb am 6. März 1738 in Chalon in der Champagne.
Er besaß ansehnliche Güter in Litauen, auch soll er Kastellan von Troky gewesen sein.

## Familie
Sapieha heiratete 1700 die Gräfin Teresa Wielopolski († nach 1717). Sein einziger Sohn Benedikt August (Joseph Friedrich ?) starb am 6. April 1732 bei einem Unfall mit einer Pistole.